# Peer Borsky
Peer Borsky (ur. 5 listopada 1990 w Zurychu) – szwajcarski szpadzista, dwukrotny medalista mistrzostw świata.
W 2010 roku zdobył brąz drużynowo na mistrzostwach świata juniorów w Baku.
Podczas mistrzostw świata w Kazaniu w 2014 roku Szwajcarzy w składzie: Peer Borsky, Max Heinzer, Fabian Kauter i Benjamin Steffen zdobyli brązowy medal w zawodach drużynowych. Wynik ten powtórzył na mistrzostwach świata w Moskwie rok później.
Wystartował na igrzyskach olimpijskich w Rio de Janeiro w 2016 roku, zajmując szóste miejsce drużynowo.
Zdobył złoty medal w turnieju drużynowym na mistrzostwach Europy w Strasburgu (2014) i brązowy na mistrzostwach Europy w Montreux (2015).